# 강릉시장
강릉시장은 강원특별자치도 강릉시의 시장이다. 

## 역대 명주군수
| 대수   | 이름   | 임기 | 비고            |
| ------ | ------ | ---- | --------------- |
| 제1대  | 최병위 |      | 강원도 명주군수 |
| 제2대  | 최두집 |      | 강원도 명주군수 |
| 제3대  | 이영배 |      | 강원도 명주군수 |
| 제4대  | 김유인 |      | 강원도 명주군수 |
| 제5대  | 이종명 |      | 강원도 명주군수 |
| 제6대  | 양기수 |      | 강원도 명주군수 |
| 제7대  | 남원수 |      | 강원도 명주군수 |
| 제8대  | 김병선 |      | 강원도 명주군수 |
| 제9대  | 박하영 |      | 강원도 명주군수 |
| 제10대 | 박종성 |      | 강원도 명주군수 |
| 제11대 | 김경산 |      | 강원도 명주군수 |
| 제12대 | 김병규 |      | 강원도 명주군수 |
| 제13대 | 이상혁 |      | 강원도 명주군수 |
| 제14대 | 김남형 |      | 강원도 명주군수 |
| 제15대 | 이상혁 |      | 강원도 명주군수 |
| 제16대 | 김형배 |      | 강원도 명주군수 |
| 제17대 | 최해규 |      | 강원도 명주군수 |
| 제18대 | 김병규 |      | 강원도 명주군수 |
| 제19대 | 서명택 |      | 강원도 명주군수 |
| 제20대 | 정의철 |      | 강원도 명주군수 |
| 제21대 | 김진환 |      | 강원도 명주군수 |
| 제22대 | 이규순 |      | 강원도 명주군수 |
| 제23대 | 김운기 |      | 강원도 명주군수 |
| 제24대 | 정태영 |      | 강원도 명주군수 |
| 제25대 | 김광용 |      | 강원도 명주군수 |
| 제26대 | 권영일 |      | 강원도 명주군수 |
| 제27대 | 유영천 |      | 강원도 명주군수 |
| 제28대 | 김창수 |      | 강원도 명주군수 |
| 제29대 | 권영일 |      | 강원도 명주군수 |
| 제30대 | 김창수 |      | 강원도 명주군수 |
| 제31대 | 최중규 |      | 강원도 명주군수 |

## 역대 강릉시장
| 대수   | 이름   | 임기               | 비고1                   | 비고2           |
| ------ | ------ | ------------------ | ----------------------- | --------------- |
| 제1대  | 최돈영 |                    |                         | 강원도 강릉시장 |
| 제2대  | 이기재 |                    |                         | 강원도 강릉시장 |
| 제3대  | 김남형 |                    |                         | 강원도 강릉시장 |
| 제4대  | 김순권 |                    |                         | 강원도 강릉시장 |
| 제5대  | 한동석 |                    |                         | 강원도 강릉시장 |
| 제6대  | 이상혁 |                    |                         | 강원도 강릉시장 |
| 제7대  | 김동석 |                    |                         | 강원도 강릉시장 |
| 제8대  | 김남형 |                    |                         | 강원도 강릉시장 |
| 제9대  | 김형기 |                    |                         | 강원도 강릉시장 |
| 제10대 | 이상혁 |                    |                         | 강원도 강릉시장 |
| 제11대 | 김영진 |                    |                         | 강원도 강릉시장 |
| 제12대 | 서명택 |                    |                         | 강원도 강릉시장 |
| 제13대 | 이창석 |                    |                         | 강원도 강릉시장 |
| 제14대 | 김정명 |                    |                         | 강원도 강릉시장 |
| 제15대 | 김명한 |                    |                         | 강원도 강릉시장 |
| 제16대 | 정연상 |                    |                         | 강원도 강릉시장 |
| 제17대 | 손주용 |                    |                         | 강원도 강릉시장 |
| 제18대 | 조성운 |                    |                         | 강원도 강릉시장 |
| 제19대 | 안명필 |                    |                         | 강원도 강릉시장 |
| 제20대 | 김광원 |                    |                         | 강원도 강릉시장 |
| 제21대 | 전영호 |                    |                         | 강원도 강릉시장 |
| 제22대 | 안재헌 |                    |                         | 강원도 강릉시장 |
| 제23대 | 김진선 |                    | 제32·33·34대 강원도지사 | 강원도 강릉시장 |
| 제24대 | 최승호 |                    |                         | 강원도 강릉시장 |
| 제25대 | 이대근 |                    |                         | 강원도 강릉시장 |
| 제26대 | 권혁신 | 1991.1.1~1995.6.30 | 강릉시 · 명주군 통합    | 강원도 강릉시장 |
| 제27대 | 심기섭 | 1995.7.1~1998.6.30 | 민선 1기                | 강원도 강릉시장 |
| 제28대 | 심기섭 | 1998.7.1~2002.6.30 | 민선 2기                | 강원도 강릉시장 |
| 제29대 | 심기섭 | 2002.7.1~2006.6.30 | 민선 3기                | 강원도 강릉시장 |
| 제30대 | 최명희 | 2006.7.1~2010.6.30 | 민선 4기                | 강원도 강릉시장 |
| 제31대 | 최명희 | 2010.7.1~2014.6.30 | 민선 5기                | 강원도 강릉시장 |
| 제32대 | 최명희 | 2014.7.1~2018.6.30 | 민선 6기                | 강원도 강릉시장 |
| 제33대 | 김한근 | 2018.7.1~2022.6.30 | 민선 7기                | 강원도 강릉시장 |
| 제34대 | 김홍규 | 2022.7.1~현재      | 민선 8기                |                 |

## 같이 보기
- 강릉시장 선거